# Delta III (lớp tàu ngầm)
Tàu ngầm Đề án 667BDR Kalmar (tiếng Nga: Проекта 667БДР Кальмар - Proyekta 667BDR Kalmar) là loại tàu ngầm hạt nhân mang tên lửa đạn đạo do Liên Xô chế tạo. Với hệ thống phóng tên lửa D-9R có thể mang 16 tên lửa đạn đạo R-29R. NATO gọi loại tàu ngầm này là lớp Delta III.

## Thiết kế

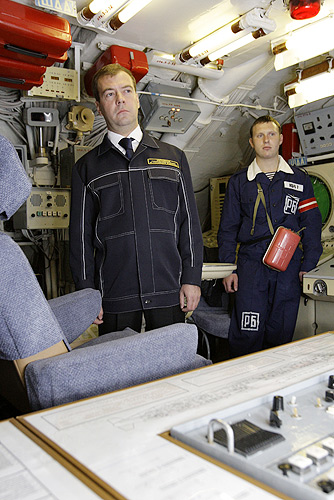
Bên trong tàu ngầm lớp Delta III năm 2008

Tàu được phát triển khi loại tên lửa mới là R-29R sử dụng nhiên liệu lỏng phóng hai giai đoạn và mang nhiều đầu đạn để tấn công cùng lúc vào nhiều mục tiêu. Một hệ thống phóng mới là D-9R được thiết kế cho tàu để có thể bắn loại tên lửa này và chỉ định vị trí mục tiêu cho các đầu đạn một cách hiệu quả. Ngoài ra các hệ thống khác cũng được nâng cấp như hệ thống sóng âm, hệ thống liên lạc, hệ thống điều khiển tàu, hệ thống tự động... cũng như cải thiện điều kiện sống của các thủy thủ. Đây là một loại tàu ngầm nâng cấp gần như hoàn toàn so với tàu ngầm Đề án 667B và Đề án 667BD về các hệ thống trong tàu. Còn về phần hình dáng bên ngoài thì giống như hai lớp trước với lớp vỏ kép nhưng dài hơn một chút và khoang chứa tên lửa cũng cao hơn.
Thân tàu được chia thành 10 phần chống thấm nước. Phần thứ nhất, thứ ba và thứ mười là phần dùng để trú ẩn trong trường hợp khẩn cấp nó có các bộ phận thoát hiểm cũng như được chèn bằng nhiều khung và các thanh ngang để tăng khả năng chịu lực. Trên tàu có thêm vào phòng phơi nắng và phòng tập thể dục để thủ thủ sử dụng. Hệ thống chữa cháy bằng nhiệt độ cực thấp cũng được thêm vào. Hai lò phản ứng nước áp lực VM-4S mới được lắp đặt mỗi lò tạo 90 MW năng lượng cùng hai tua bin hơi nước cung cấp 44700 kW lực đẩy. Các chân vịt được nâng cấp các đặc điểm hình dáng thủy âm được cải thiện để tàu ít ồn hơn nữa khi di chuyển. Hai máy phát điện dự phòng TG-3000 cũng được gắn vào để sử dụng khi cần thiết. Thời gian trung bình để yêu cầu tái nạp nhiên liệu hay đại tu của tàu là 10 năm.

## Lịch sử
Có 14 tàu trong lớp này được đóng từ năm 1974 đến năm 1982. Chín chiếc phục vụ trong hạm đội Thái Bình Dương và đóng tại cảng dành cho tàu ngầm Rybachiy gần Petropavlovsk-Kamchatsky. Bảy chiếc lặn và di chuyển liên tục dưới lớp băng Bắc Cực còn hai chiếc thì làm nhiệm vụ ở các khu vực biển ở phía Nam. Việc lặn ở Bắc Cực rất khó khăn và gây tâm lý dè năng lên các thành viên trên tàu vì độ sâu ở đây có nơi chỉ khoảng 50 m mà băng thì lại dày 15 m khiến cho các tàu ngầm di chuyển rất khó khăn vì tàu chỉ cách cả hai lớp trên và dưới có vài mét.
Năm chiếc phục vụ trong hạm đội biển Bắc, hai chiếc đóng tại cảng dành cho tàu ngầm Gazhiyevo và ba chiếc đóng tại Olenya sau đó cũng đến đóng tại Gazhiyevo.
Hơn nửa số các tàu đều được cho ra khỏi biên chế và ngừng hoạt động khi kỳ đại tu những năm 1990 đến do đã có các loại tàu ngầm thay thế. Hiện tại thì còn 4 chiếc đang hoạt động sau khi được đại tu.